# ¿Dónde están corazón?
«¿Dónde están corazón?» (с исп. — «Где же это сердце?») — первый сингл испанского поп-певца Энрике Иглесиаса из его сборника «Enrique Iglesias: 95/08 Exitos», выпущенный 28 февраля 2008 года на лейбле «Universal Music Latino».

## Общая информация
Песня была написана Энрике Иглесиасом и аргентинским певцом Коти и стала 18-й песней Иглесиаса, которая лидировала в «Billboard Hot Latin Tracks».
Официальный ремикс на песню был сделан вместе с пуэрто-риканским дуэтом «Jowell & Randy». Песня была награждена премией Ло Нуэстро 2009 как «Песня года».

## Список композиций
Европейский CD-сингл:
1. «¿Dónde están corazón?» (Original)
2. «¿Dónde están corazón?» (Official Remix)
3. «¿Dónde están corazón?» (при участии Минго)(Dance Hall Remix)

## Позиция в чартах
Трек дебютировал в «Billboard Hot Latin Tracks» в США на 4-м месте 23 февраля 2008 года. Трек лидировал в чарте через неделю ротации. На первом месте трек продержался 2 недели, после чего ещё 2 недели продержался на втором месте, а 20 марта трек опять поднялся на 1-е место, где продержался 3 недели.
| Национальный (2008)чарт              | Пиковая позиция |
| ------------------------------------ | --------------- |
| Аргентина                            | 1               |
| США Billboard Hot Latin Tracks       | 1               |
| США Billboard Latin Pop Airplay      | 1               |
| США Billboard Latin Rhythm Airplay   | 1               |
| США Billboard Latin Tropical Airplay | 1               |